# John Gee
John Laurence Gee (1964. - ) mormonski je apologet i egiptolog, a poznat je po svojoj obrani Knjige Abrahamove, koju je stvorio osnivač mormonizma Joseph Smith.
Gee je urednik časopisa Journal of the Society for the Study of Egyptian Antiquities. Pripadnik je Crkve Isusa Krista svetaca posljednjih dana. Poznat je po tome što je javno branio navodnu autentičnost Knjige Abrahamove. Prema vjerovanjima mormona, Joseph Smith je preveo pomoću Božjom Knjigu Abrahamovu s drevnog egipatskog papirusa u 19. stoljeću. 
Jedan od Geejevih profesora, Robert Kriech Ritner, kritizirao je javno Geejeve interpretacije papirusa Josepha Smitha.